# کاترین ماین
کاترین ماین (انگلیسی: Catherine of Mayenne؛ ۱۵۸۵ – ۸ مارس ۱۶۱۸) آریستوکرات اهل فرانسه و به واسطه ازدواج در چهارده سالگی با شارل یکم دوک منتووا دوشس منتووا و دختر شارل دوک ماین و مادر شش فرزند (سه دختر و سه پسر) بود. او تعداد زیادی مدرسه و کلیسا و بیمارستان و امثال آن بنا کرد همچنین در چارل ویل یک کالج یسوعی بنا کرد، همچنین وی در آن شهر بیمارستان معروفی نیز بنا نمود در سال ۱۶۱۵ کاترین از میان شاهزادگان فرانسوی به همراهی الیزابت فرانسه خواهر لویی سیزدهم انتخاب شد.
او نهایتاً در سی و سه سالگی در پاریس درگذشت زندگی‌نامه نویس وی دربارهٔ وی گفت:کسی نمی‌تواند به اندازه کافی برای ستایش از کاترینا عاقل، خیرخواه و محترم سخنی بگوید، به جز اینکه اعتراف کند که او فراتر از تمام ستایش‌ها است.